# 한환
한환(韓懁, 1932년 5월 11일 ~ 2010년 3월 25일)은 대한민국의 교육자, 공무원, 정치인이다. 1993년 대한민국 내 각 시도교육청에서 선출한 초대 민선 교육청 교육감의 한 사람이다. 1956년 교원 임용시험에 합격하여 이천농업고등학교 교사 등으로 재직하고 구리여고 교장, 구리여중 교장, 광주교육청, 광명교육청의 교육장, 경기도교육청 학무국장, 성남교육청 교육장, 경기도 교육위원회 학무국장 등을 역임했다.
경기도교육감으로 재직 중, 각급 중학교, 고등학교의 학업 성취도 평가 시험을 추진, 시행하였고, 교원 및 교직원 승진, 전보 인사를 사전에 공개하는 공개인사 시스템을 도임하였다. 1989년 관선 경기도교육감에 부임하였고, 1993년 시도교육감 선거가 관선에서 민선으로 바뀌자 입후보하여 당선, 관선 교육감으로 재직 중 민선 교육감에 선출되었다. 본관은 청주이다. 경기도 화성시(현, 안산시) 출신.

## 생애
1932년 5월 11일 경기도 화성군 반월면 이리(후에 반월면이 안산시에 흡수되면서 안산시 이동) 391번지에서 태어났다. 반월공립보통학교를 거쳐 1949년 보인상업고등학교에 입학하여 1952년 보인상업고등학교 졸업하였다. 그해 서울대학교 상대 상학과에 진학하여 1956년 서울대 상대 상학과를 졸업하였다.
1956년 3월 교사 임용시험에 합격하여 이천농업고등학교의 평교사로 발령받았다. 1962년에는 이천 발안실업고등학교 교사로 발령되고 다시 이천농고의 교사가 되었으며, 1972년 양주군 덕소중학교 교감이 되었다. 이후 의정부여자중학교 교감을 거쳐 1975년 장학사 시험에 합격, 경기도 교육위원회 중등교육과 장학사로 발령되었다.
1979년 다시 구리여자중학교 교감으로 전직하고, 구리여자고등학교 교감을 역임했다. 이후 구리여자고등학교 교장, 구리여자중학교 교장을 거쳐 1983년 광주군교육청 교육장이 되었다가 같은 해 광명교육청 교육장으로 발령되었고, 이후 경기도교육청 학무국장 등을 역임하였다. 1986년 9월 1일 성남교육청 교육장으로 부임했으며, 1988년 8월 20일 경기도 교육위원회 학무국장으로 전임되었다. 1989년 4월 28일 박윤섭(朴允燮) 전임 교육감의 퇴임으로 관선 경기도교육감(8대)에 임명되었다. 관선 경기도교육감 재직중 교육감 임명방식이 관선에서 민선으로 바뀌자, 그는 민선교육감 후보자의 한 사람으로 입후보하였다. 1992년 6월 초등학교의 평가방법을 개선하였으며, 중학교, 고등학교의 도 학력 성취도 평가를 추진하였으며, 교원의 승진, 전보등 인사를 사전에 완전 공개하는 시스템을 도입하였다.
관선 경기도교육감 재직 중, 1993년 4월 17일 오전 교황선출방식으로 진행된 교육감선출 1차투표에서 재적위원(25명)의 과반수를 훨씬 넘는 21표를 얻어 차점자인 수원농림고등학교 교장 박한동을 누르고 최초의 민선 경기도교육감에 당선됐다. 교육감 선출방식이 도내 초·중·고등학교 운영위원장의 투표로 바뀌면서 그는 '초대 민선교육감'이란 직함도 가지게 되었다. 경기도교육감으로 재직 중 그는 학교 신설업무와 학생 수용 행정에서 투명한 교육 행정 정책과 교직원 복지향상 정책을 추진하였다.
1994년 제13회 세종문화상, 1996년 12월 18일 교육부 국민훈장 모란장 등을 수상했고, 1997년 3월 11일 건국대학교 제8회 상허대상 교육부문 대상을 수상하였다. 그러나 교육감으로 재직 중 1997년 11월 4일 사립학교 교사들을 공립학교로 특채해주는 대가로 돈을 받은 혐의로 전 경기도교육청 법무계장과 함께 특정범죄 가중처벌법 위반(수뢰) 혐의로 구속되기도 했다. 2010년 3월 25일 오전 1시경 경기도 수원시 장안구 영화동 자택에서 노환으로 사망하였다. 빈소는 아주대병원 장례식장 1호실에 마련되었고, 3월 27일 오전 8시 수원 연화장에서 화장되었다.

## 상훈
- 문교부장관 표창장
- 1994년 제13회 세종문화상
- 1996년 12월 18일 교육부 국민훈장 모란장
- 1997년 3월 11일 건국대학교 상허문화재단 제8회 상허대상 교육부문 대상
- 보인고등학교 자랑스러운 보인인상

## 가족 관계
- 부인 : 이영숙
  - 2남
  - 2녀